# 卡門聖地牙哥到底跑去哪了？
《卡門聖地牙哥到底跑去哪了？》是1985年教育类电子游戏，由Broderbund开发及发行。角色「卡門·聖地牙哥」在本作中初次亮相。
游戏商业表现强劲。据1987年年末的统计，该作是Broderbund第三畅销的康懋达游戏。